# Doug Dorst
Doug Dorst é um romancista americano, escritor de contos e instrutor de escrita criativa. Dorst é formado pela Oficina de Escritores de Iowa e pela Stegner Fellowship da Universidade Stanford. Ele é o atual diretor do Programa de MFA em Redação Criativa na Universidade do Estado do Texas em San Marcos.
Dorst é o autor do romance Alive in Necropolis (sem tradução para o português), vice-campeão do Hemingway Foundation / PEN Award de 2008, vencedor do Emperor Norton Award e da seleção One City One Book de San Francisco, em 2009. Sua coleção The Surf Guru (também sem tradução) foi bem recebida e listada no Frank O'Connor Short Story Award. Em outubro de 2013, foi lançado o S., um romance que Dorst escreveu em colaboração com o co-criador de Lost, JJ Abrams.
Dorst foi vencedor, por três vezes, do Jeopardy!.